# Věrbavický selsovět
Věrbavický selsovět (bělorusky Вербавіцкі сельсавет, rusky Вербовичский сельсовет) je administrativně-územní jednotka na území Naraŭljanského rajónu v Homelské oblasti. Administrativním centrem selsovětu je vesnice Věrbavičy (bělorusky Вербавічы).

## Historie
Dne 20. ledna 2005 byly zrušeny vesnice Hamarňa, Danilejeŭka, Dvoryšča, Karpavičy, Lichaŭňa. Dne 1. prosince 2009 byla vesnice Kanatop převedena do Naraŭljanského selsovětu. Dne 29. prosince 2011 byla zrušena vesnice Běly Běrah.

## Administrativní dělení
Na území Věrbavický selsovětu leží 5 sídelních útvarů:
- Antonaŭ (Антонаў)
- Věrbavičy (Вербавічы, administrativní centrum)
- Hrušaŭka (Грушаўка)
- Hrydni (Грыдні)
- Cieškaŭ (Цешкаў)

Zrušené sídelní útvary:
- Antonaŭka (Антонаўка)
- Asipoŭka (Асіпоўка)
- Bělabjareskaja Rudňa (Белабярэская Рудня)
- Bělaja Saroka (Белая Сарока)
- Běly Běrah (Белы Бераг)
- Bjarozaŭka (Бярозаўка)
- Vjažyšča (Вяжышча)
- Vjapry (Вяпры)
- Hamarňa (Гамарня)
- Danilejeŭka (Данілееўка)
- Daŭljady (Даўляды)
- Dvoryšča (Дворышча)
- Dzjornavičy (Дзёрнавічы)
- Karpavičy (Карпавічы)
- Lichaŭňa (Ліхаўня)
- Nadtačajeŭka (Надтачаеўка)
- Novy Majdan (Новы Майдан)
- Ražava (Ражава)
- Chatki (Хаткі)
- Chutar-Ljes (Хутар-Лес)